# Bogga (République démocratique du Congo)
Cet article possède un paronyme, voir Boga.
Bogga ou Boga est un village de la République démocratique du Congo, chef-lieu de la chefferie des Bahema (ou Nilotique de Bogga) qui se situe dans le district de l'Ituri.